# Federico Casimiro di Hanau
Federico Casimiro di Hanau-Lichtenberg (Buchsweiler, 4 agosto 1623 – Hanau, 30 marzo 1685) fu conte di Hanau-Lichtenberg e di Hanau-Münzenberg.

## Biografia

### I primi anni
Federico Casimiro era figlio del conte Filippo Wolfgang di Hanau-Lichtenberg e di sua moglie, la contessa Giovanna di Öttingen. A causa della Guerra dei Trent'anni venne costretto a fuggire a Strasburgo con la sua famiglia.
Il 14 febbraio 1641 suo padre morì e Federico Casimiro gli succedette come conte di Hanau-Lichtenberg sebbene fosse ancora minorenne secondo la linea di successione e pertanto si dimostrò necessario creare una tutela al governo nella persona di sua madre. L'anno successivo, all'estinzione della casata di Hanau-Münzenberg ereditò anche quei territori e per la prima volta dal 1458 vennero così riuniti nelle mani di un solo sovrano tutti i territori della casata di Hanau ed egli poté definirsi conte di Hanau.
Suoi tutori furono il conte Giovanni Ernesto di Hanau-Münzenberg ed il barone Giorgio II di Fleckenstein-Dagstuhl (questi era un nipote di Anna Sibilla di Hanau-Lichtenberg, figlia del conte Filippo IV di Hanau-Lichtenberg). Quando il conte Giovanni Ernesto morì nel 1642 senza lasciare eredi, Giorgio II fu l'unico tutore per Federico Casimiro. Dopo anche la morte del barone di Fleckenstein nel 1644 il conte Giorgio Alberto di Erbach venne stabilito suo tutore sino alla sua morte nel 1647. Successivamente, dato che mancavano solo pochi mesi al raggiungimento dei 25 anni di età da parte di Federico Casimiro (limite stabilito per la successione autonoma al trono), l'Imperatore decise di abbuonarglieli facendolo salire al trono senza nominare alcun altro tutore.
Tra il 1643 ed il 1645 egli fu impegnato nel suo Grand Tour, attraversando un'Europa colpita dalla guerra, toccando punti come la Francia, la Spagna, l'Italia, l'Inghilterra e i Paesi Bassi, paesi questi ultimi due ove trovò un clima più disteso.

### L'annessione dell'Hanau-Münzenberg e il nuovo governo
Dopo la morte del conte Giovanni Ernesto di Hanau-Münzenberg il 12 gennaio 1642 l'unico suo parente maschio più prossimo era Federico Casimiro, il quale andava così a confermare il concordato sancito tra le due casate nel 1610 secondo il quale, in caso di mancanza di eredi della casata di Hanau-Münzenberg, sarebbero succeduti gli Hanau-Lichtenberg.
Anche motivato da questa premessa, l'inizio del suo regno fu piuttosto tranquillo, giungendo ad Hanau il 21 gennaio 1642 sebbene fosse costretto a viaggiare in incognito e con una pesante scorta armata anch'essa travestita perché molti temevano per la sua vita. Vari signori locali come l'Arcivescovato di Magonza, la Sassonia, l'Assia-Darmstadt, il Vescovato di Würzburg e l'Abbazia di Fulda avevano visto in questo cambio di dinastia una valida occasione per cercare di aggiudicarsi i feudi di Hanau, tuttavia la loro posizione giuridica era piuttosto debole. Federico Casimiro, anche dopo aver preso saldamente le redini del governo, si rese conto che la situazione più critica era rappresentata dalla spina nel fianco dell'Assia-Kassel, con la cui casata reggente era imparentato e la quale più volte aveva rappresentato un valido aiuto (ovviamente interessato) per la contea di Hanau, la quale ancora si trovava in debito con il langraviato. Per risolvere la questione ed acquietare l'animo espansionistico dei langravi d'Assia-Kassel, Federico Casimiro decise di sottoscrivere un documento con il quale si sanciva che in caso di estinzione della casata degli Hanau-Lichtenberg, non avendo altri parenti prossimi, la contea sarebbe passata all'Assia-Kassel (fatto che avvenne poi nel 1736), portando a titolo di garanzia di questo atto i diritti sulle città di Schwarzenfels e Naumburg.

### La biconfessionalità
Sotto l'aspetto religioso, Federico Casimiro fu molto indulgente in quanto la capitale Hanau, ormai suddivisa in "Vecchia Hanau" (cattolica) e "Nuova Hanau" (protestante) ed egli si apprestò più volte a garantire il rispetto di entrambe le confessioni religiose, stabilendo la biconfessionalità del suo stato malgrado egli, come l'intera famiglia degli Hanau-Lichtenberg, fosse luterano, mentre la capitale Hanau era stata sino ad ora retta da una dinastia calvinista.
Mentre 50 anni prima il conte Filippo Luigi II di Hanau-Münzenberg aveva invocato il privilegio del cuius regio, eius religio col diritto di determinare la religione di Stato per i suoi sudditi senza il prevalere di ulteriori indugi, Federico Casimiro sancì una totale libertà di culto facendo costruire chiese luterane quanto chiese calviniste.

### Quadro politico generale del governo
Federico Casimiro, pur negli anni della Guerra dei Trent'anni, riuscì a ripristinare un solido equilibrio con la corte imperiale di Vienna, fatto che si rifletté nella sua nomina a consigliere imperiale da parte di Ferdinando II d'Asburgo seppure questo non avesse contribuito a saldare i grandi debiti bellici che la contea aveva accumulato e che gravarono pesantemente sulle finanze statali. Malgrado questo Federico Casimiro non si diede per vinto e per incentivare i consumi fece numerosi acquisti per il suo "gabinetto delle curiosità" (molto in auge nella tradizione cortigiana barocca) e per il suo museo delle cere. Ad ogni modo questa operazione non garantì la stabilità alle finanze statali ed egli fu costretto a vendere le proprie quote feudali sul villaggio di Rodheim.
L'area dell'Hanau-Lichtenberg, prima della fine del conflitto, era servita molte volte a Luigi XIV di Francia per fare il proprio ingresso in Germania e come tale essa era stata ripetutamente occupata. Dopo che la pace di Vestfalia ebbe stabilito che la parte occidentale della contea di Hanau-Lichtenberg sarebbe stata annessa alla corona di Francia, Federico Casimiro fu costretto dal 1681 a prestare giuramento anche al re di Francia.
Tra i consiglieri di governo del principe si ricordato l'alchimista Friedrich Kretschmar ed un vagabondo di dubbia reputazione, lo svedese Bengt Skytte, e l'economista Johann Joachim Becher.

### Opere pubbliche e progetti
Dopo decenni nel 1665 venne completata la costruzione del liceo di Hanau, completato nel 1680 dall'erezione di una scuola luterana. Egli inoltre chiamò delle manifatture da Faenza per importare anche ad Hanau la produzione della ceramica, che continuò con successo sino ai primi anni del XIX secolo, con la fondazione dell'azienda guidata da Daniel Behaghel e da Jacob van der Walle. Il 1678 vide la fondazione del quotidiano "Hanauer", uno dei più antichi giornali di tutta la Germania. Federico Casimiro era inoltre membro della Società dei carpofori.
Molti furono anche i progetti avanzati da Federico Casimiro e poi mai realizzati, tra i quali vi erano un'Accademia delle Scienze e delle Arti che avrebbe ottenuto la caratteristica dicitura greca di Sophopolis ed avrebbe avuto sede ad Hanau. Egli progettò anche la costruzione mai avvenuta della città di Hanau nelle Indie, presso il fiume Orinoco che era una sua colonia nel Sudamerica, anche se ciò che mancò effettivamente per la realizzazione di questo progetto fu il denaro. I problemi finanziari furono all'ordine del giorno per Federico Casimiro ed egli sapeva bene che, con la sua conversione al cattolicesimo e la cessione dell'Hanau-Lichtenberg alla Lorena egli avrebbe rinsaldato ampiamente i propri debiti ed avrebbe ricevuto il sostegno della fazione dei cattolici, ma anche questo progetto non ebbe seguito.

### La progressiva perdita di potere
Ad Hanau la situazione nel corso degli anni di governo di Federico Casimiro aveva iniziato sempre più a stridere. In primo luogo suo fratello Giovanni Filippo nel 1669 con un colpo di stato aveva tentato di usurpare il trono al fratello durante un'assenza di questi sebbene questo regime d'emergenza venne interrotto dopo solo tre giorni di subbugli. Dopo questo atto sia il duca Cristiano II del Palatinato-Zweibrücken-Birkenfeld che l'Imperatore Leopoldo I cercarono di sequestrare la contea anche se poi i due conclusero un diritto di veto comune sulle decisioni prese da Federico Casimiro per la contea. Furono questi i sostanziali sintomi della perdita di potere che nel XVII secolo si fece avanti sulla contea di Hanau, ma se non altro questa amministrazione "esterna" fece in modo di rinsaldare i debiti della contea.

### La morte
Federico Casimiro morì il 30 marzo 1685 ad Hanau. Con la scomparsa di Federico Casimiro, la "contea di Hanau" si dissolse nuovamente nelle contee minori di Hanau-Münzenberg (che passò a suo nipote Filippo Reinardo) e di Hanau-Lichtenberg (che passò a suo nipote Giovanni Reinardo III). Questa divisione venne nuovamente confermata da un contratto del 1691. La moglie di Federico Casimiro, Sibilla Cristina di Anhalt-Dessau, gli sopravvisse poco meno di un anno. Federico Casimiro venne sepolto nella cripta della chiesa luterana di San Giovanni ad Hanau, mentre sua moglie venne sepolta nella chiesa di Santa Maria.

## Matrimonio
Federico Casimiro si sposò il 13 maggio 1647 ad Hanau con Sibilla Cristina di Anhalt-Dessau, già vedova di suo cugino Filippo Maurizio di Hanau-Münzenberg. Sibilla Cristina era di 20 anni più grande di Federico Casimiro e questo fece subito intuire che non vi sarebbero stati altri eredi per la casata. Inoltre il matrimonio tra i due venne voluto essenzialmente per questioni economiche in quanto la langravia di Anhalt-Dessau possedeva una dote molto sostanziosa che facilmente avrebbe potuto rimpinguare le casse dello stato. I due erano in contrasto anche in materia religiosa in quanto Sibilla Cristina era riformata e Federico Casimiro era luterano. La coppia non ebbe eredi.

## Ascendenza
|                                                      |                                        |                                                     | Genitori                                                     |  |  | Nonni |  |  | Bisnonni                              |  |  | Trisnonni                              |  |
|                                                      |                                        |                                                     |                                                              |  |  |       |  |  | Filippo V, conte di Hanau-Lichtenberg |  |  | Filippo IV, conte di Hanau-Lichtenberg |  |
|                                                      |                                        |                                                     |                                                              |  |  |       |  |  | Filippo V, conte di Hanau-Lichtenberg |  |  | Filippo IV, conte di Hanau-Lichtenberg |  |
|                                                      |                                        | Eleonora di Fürstenberg                             |                                                              |  |  |       |  |  | Filippo V, conte di Hanau-Lichtenberg |  |  |                                        |  |
| Giovanni Reinardo I, conte di Hanau-Lichtenberg      |                                        |                                                     |                                                              |  |  |       |  |  | Filippo V, conte di Hanau-Lichtenberg |  |  |                                        |  |
|                                                      |                                        | Ludovica Margherita di Zweibrücken-Bitsch           | Giacomo, conte di Zweibrücken-Bitsch                         |  |  |       |  |  |                                       |  |  |                                        |  |
|                                                      |                                        | Ludovica Margherita di Zweibrücken-Bitsch           | Giacomo, conte di Zweibrücken-Bitsch                         |  |  |       |  |  |                                       |  |  |                                        |  |
|                                                      |                                        | Ludovica Margherita di Zweibrücken-Bitsch           | Caterina di Honstein-Klettenberg                             |  |  |       |  |  |                                       |  |  |                                        |  |
| Filippo Volfango, conte di Hanau-Lichtenberg         |                                        | Ludovica Margherita di Zweibrücken-Bitsch           |                                                              |  |  |       |  |  |                                       |  |  |                                        |  |
|                                                      |                                        | Volfango, conte di Hohenlohe-Neuenstein-Weikersheim | Ludovico Casimiro, conte di Hohenlohe-Neuenstein-Weikersheim |  |  |       |  |  |                                       |  |  |                                        |  |
|                                                      |                                        | Volfango, conte di Hohenlohe-Neuenstein-Weikersheim | Ludovico Casimiro, conte di Hohenlohe-Neuenstein-Weikersheim |  |  |       |  |  |                                       |  |  |                                        |  |
|                                                      |                                        | Volfango, conte di Hohenlohe-Neuenstein-Weikersheim | Anna di Solms-Laubach                                        |  |  |       |  |  |                                       |  |  |                                        |  |
| Maria Elisabetta di Hohenlohe-Neuenstein-Weikersheim |                                        | Volfango, conte di Hohenlohe-Neuenstein-Weikersheim |                                                              |  |  |       |  |  |                                       |  |  |                                        |  |
|                                                      |                                        | Maddalena di Nassau-Dillenburg                      | Guglielmo I, conte di Nassau-Dillenburg                      |  |  |       |  |  |                                       |  |  |                                        |  |
|                                                      |                                        | Maddalena di Nassau-Dillenburg                      | Guglielmo I, conte di Nassau-Dillenburg                      |  |  |       |  |  |                                       |  |  |                                        |  |
|                                                      |                                        | Maddalena di Nassau-Dillenburg                      | Giuliana di Stolberg-Wernigerode                             |  |  |       |  |  |                                       |  |  |                                        |  |
| Federico Casimiro, conte di Hanau                    |                                        | Maddalena di Nassau-Dillenburg                      |                                                              |  |  |       |  |  |                                       |  |  |                                        |  |
|                                                      | Goffredo, conte di Oettingen-Oettingen | Ludovico XVI, conte di Oettingen-Oettingen          |                                                              |  |  |       |  |  |                                       |  |  |                                        |  |
|                                                      | Goffredo, conte di Oettingen-Oettingen | Ludovico XVI, conte di Oettingen-Oettingen          |                                                              |  |  |       |  |  |                                       |  |  |                                        |  |
|                                                      | Goffredo, conte di Oettingen-Oettingen | Margherita di Lützelstein                           |                                                              |  |  |       |  |  |                                       |  |  |                                        |  |
| Ludovico Eberardo, conte di Oettingen-Oettingen      | Goffredo, conte di Oettingen-Oettingen |                                                     |                                                              |  |  |       |  |  |                                       |  |  |                                        |  |
|                                                      |                                        | Giovanna di Hohenlohe-Waldenburg                    | Eberardo, conte di Hohenlohe-Waldenburg                      |  |  |       |  |  |                                       |  |  |                                        |  |
|                                                      |                                        | Giovanna di Hohenlohe-Waldenburg                    | Eberardo, conte di Hohenlohe-Waldenburg                      |  |  |       |  |  |                                       |  |  |                                        |  |
|                                                      |                                        | Giovanna di Hohenlohe-Waldenburg                    | Agatha di Tübingen                                           |  |  |       |  |  |                                       |  |  |                                        |  |
| Giovanna di Oettingen-Oettingen                      |                                        | Giovanna di Hohenlohe-Waldenburg                    |                                                              |  |  |       |  |  |                                       |  |  |                                        |  |
|                                                      |                                        | Giorgio III, conte di Erbach-Breuberg               | Eberardo XII, conte di Erbach-Freienstein                    |  |  |       |  |  |                                       |  |  |                                        |  |
|                                                      |                                        | Giorgio III, conte di Erbach-Breuberg               | Eberardo XII, conte di Erbach-Freienstein                    |  |  |       |  |  |                                       |  |  |                                        |  |
|                                                      |                                        | Giorgio III, conte di Erbach-Breuberg               | Margherita di Salm-Daun                                      |  |  |       |  |  |                                       |  |  |                                        |  |
| Margherita di Erbach                                 |                                        | Giorgio III, conte di Erbach-Breuberg               |                                                              |  |  |       |  |  |                                       |  |  |                                        |  |
|                                                      |                                        | Anna di Solms-Laubach                               | Federico Magnus I, conte di Solms-Laubach                    |  |  |       |  |  |                                       |  |  |                                        |  |
|                                                      |                                        | Anna di Solms-Laubach                               | Federico Magnus I, conte di Solms-Laubach                    |  |  |       |  |  |                                       |  |  |                                        |  |
|                                                      |                                        | Anna di Solms-Laubach                               | Agnese di Wied                                               |  |  |       |  |  |                                       |  |  |                                        |  |
|                                                      |                                        | Anna di Solms-Laubach                               |                                                              |  |  |       |  |  |                                       |  |  |                                        |  |